# Only Murders in the Building
Only Murders in the Building är en amerikansk  kriminaldramaserie från 2021 vars första säsong bestod av 10 avsnitt.  Den tredje säsongen hade premiär på Disney+ den 8 augusti 2023. Serien är skapad av John Hoffman och Steve Martin som även skrivit seriens manus. I oktober 2023 förnyades serien för en fjärde säsong.
27 augusti 2024 hade seriens fjärde säsong premiär på Disney+

## Handling
Serien kretsar kring Charles-Haden Savage (Steve Martin), Oliver Putnam (Martin Short) och Mabel Mora (Selena Gomez) som trots att de bor i samma hyreshus inte känner varandra. De delar dock ett gemensamt intresse för verkliga kriminalfall och följer poddar kring ämnet. När ett dödsfall inträffar i deras lägenhetsbyggnad på Upper West Side i Manhattan dras de in i ett mordmysterium.

## Roller i urval
Huvudroller
- Steve Martin – Charles-Haden Savage
- Martin Short – Oliver Putnam
- Selena Gomez – Mabel Mora

Återkommande
- Tina Fey – Cinda Canning
- Amy Ryan – Jan Bellows
- Jackie Hoffman – Uma Heller
- Ryan Broussard – Will Putnam
- Da'Vine Joy Randolph – Detektiv Williams
- Michael Cyril Creighton – Howard Morris
- James Caverly – Theo Dimas
- Nathan Lane – Teddy Dimas
- Jane Lynch – Sazz Pataki
- Jayne Houdyshell – Bunny Folger
- Adina Verson – Poppy White
- Michael Cyril Creighton – Howard Morris
- Cara Delevingne – Alice Banks (säsong 2)
- Michael Rapaport – Detektiv Kreps (säsong 2)
- Zoe Colletti – Lucy (säsong 2)
- Christine Ko – Nina Lin (säsong 2)
- Paul Rudd – Ben Glenroy
- Andrea Martin – Joy Payne (säsong 2–3)
- Jason Veasey – Jonathan Bridgecroft (säsong 2–3)
- Linda Emond – Donna DeMeo (säsong 3)
- Ashley Park – Kimber Min (säsong 3)
- Jeremy Shamos – Dickie Glenroy (säsong 3)
- Wesley Taylor – Clifford "Cliff" DeMeo (säsong 3)
- Jesse Williams – Tobert (säsong 3)
- Don Darryl Rivera – Bobo Malone (säsong 3)
- Gerald Caesar – Ty Wessex (säsong 3)
- Allison Guinn – K. T. Knoblauer (säsong 3)
- Gerrard Lobo – Detective Biswas (säsong 3)
- Molly Shannon – Bev Melon  (säsong 4)
- Jin Ha – Marshall Peepope (säsong 4)
- Siena Werber – Tawny Brothers (säsong 4)
- Catherine Cohen – Trina Brothers (säsong 4)
- Kumail Nanjiani – Rudy Thurber (säsong 4)
- Melissa McCarthy – Charles syster (säsong 4)
- Desmin Borges – Alfonso (säsong 4)
- Lilian Rebelo – Ana (säsong 4)
- Richard Kind – Vince Fish (säsong 4)
- Daphne Rubin-Vega – Inez (säsong 4)